# خوسيه ميغيل غالاردو
خوسيه ميغيل غالاردو (بالإنجليزية: José Miguel Gallardo)‏ هو سياسي أمريكي، ولد في 29 سبتمبر 1897 في الولايات المتحدة، وتوفي في 18 يوليو 1976 في سان خوان في الولايات المتحدة. حزبياً، نشط في الحزب الديمقراطي. وقد انتخب حاكم بورتوريكو (24 يوليو 1941 – 19 سبتمبر 1941) وانتخب حاكم بورتوريكو (28 نوفمبر 1940 – 3 فبراير 1941).